# ウッディー・ウッドペッカー
ウッディー・ウッドペッカー（英: Woody Woodpecker）は、1940年から1972年にかけてウォルター・ランツ・プロダクションが制作されたカートゥーン（短編アニメ映画）、及びその主人公のキツツキを模したキャラクターである。
1930年代後半にワーナー・ブラザース・カートゥーンでバッグス・バニーとダフィー・ダックというスクリューボールキャラクターの基礎を築いたベン・ハーダウェイと、ウォルター・ランツ・プロダクションの社長兼プロデューサーのウォルター・ランツによって1940年に制作された。当初のキャラクターデザインは、派手なデザインの非常識て気の狂った暴力的な性格のキツツキだったが、徐々に洗練されたルックスと性格のキャラクターへと進化していった。
ウッディーの声は元々メル・ブランクが担当していたが、すぐに後退し、ダニー・ウェブ、ケント・ロジャース、原作者のハーダウェイを経て、最終的にはランツの妻であるグレース・スタッフォードとなった。
ウッディーのアニメは『ウッディー・ウッドペッカー・ショー』のタイトルでテレビでも放送された。ランツは、同世代の他のアニメーターに比べ長くアニメーション制作しており、1972年にスタジオの解散が決定するまで、定番のキャラクターとなっていた。
ウッディーはハリウッド・ウォーク・オブ・フェームのハリウッド大通り7000番地にある映画スターを持っている。また、1988年の映画『ロジャー・ラビット』では、他の有名な漫画キャラクターたちと一緒にカメオ出演している。
ウォルト・ディズニー・カンパニーのミッキーマウスやワーナー・ブラザースのバッグス・バニーのように、ウッディー・ウッドペッカーはユニバーサル・スタジオの公式マスコットとなったが、2016年以降は、ミニオンズが企業アイコンとされマスコットを降板となった。
ウッディーとその仲間たちは、世界中のユニバーサル・パークス&リゾーツや、スペインのサロウにあるポートアベンチュラ・ワールドのポートアベンチュラ・パークのアイコンでもある。

## 概要
1940年頃、ランツとグレースがカリフォルニア州ジューン・レイクへ新婚旅行に行った時のこと。大雨が降ってきたときに、小屋の外で騒がしいドングリキツツキが屋根に穴を開けていたことがわかった。ランツとグレイシーの両方が訪問中にダラスの弁護士ロッドフェルプスに語ったように、ランツはこのドングリキツツキを撃とうと考えたが、グレイシーは鳥についてのアニメを作ることを提案した。

## 歴史

### 初期

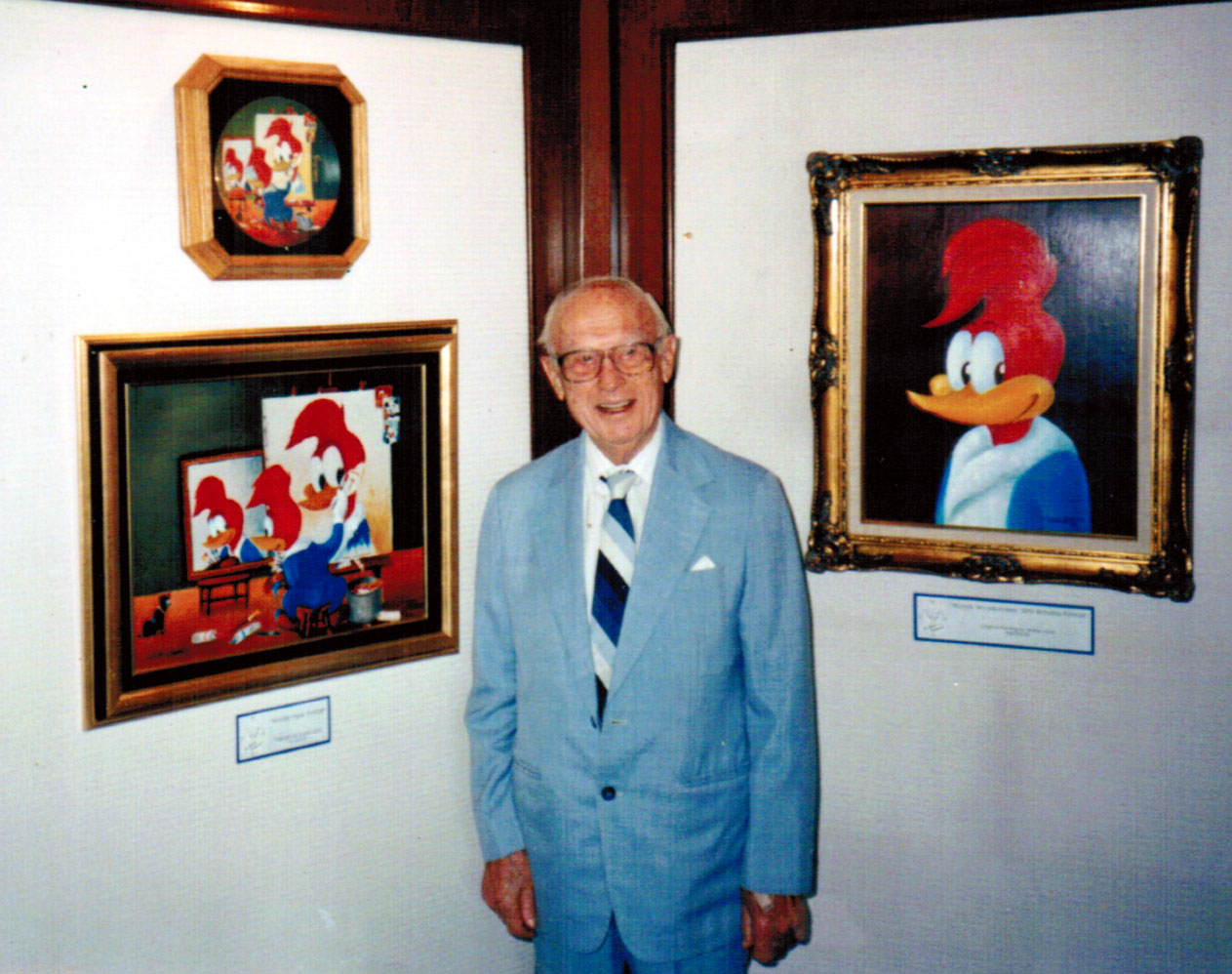
ウォルター・ランツと作品（1990年撮影）

ウッディー・ウッドペッカーは1940年11月25日に公開されたアンディ・パンダシリーズの短編『キツツキとパンダ一家』でスクリーンデビューを果たした。本作は、表向きはアンディ・パンダと彼の父であるパパ・パンダを主演としているが、ウッディーをメインとしている。デザインは、アニメーターのアレックス・ロビーが担当した。ウッディはキツツキをモデルとしていたが、外見や特徴的な笑い声はどちらかといえばエボシクマゲラに似ており、ウッディが何の鳥なのか、野鳥のコミュニティの中で多くの混乱を引き起こした。
この『キツツキとパンダ一家』の評判は良く、ランツは人気が衰えゆくオズワルド・ザ・ラッキー・ラビットやアンディ・パンダに代わるスターになったことを悟った。ウッディーは多くの作品に出演し、第二次世界大戦中にはその生意気で狂った性格でヒットした。米軍機のノーズアートや食堂にも登場し、食糧難など身近な問題に対処するウッディーの姿を最前線の観客が見守っていた。
ウッディーの声優は、前述の通り当初はメル・ブランクが演じた。特徴的な笑い声は、もともとハーダウェイがレオン・シュレジンガー・プロダクションズ（後のワーナー・ブラザース・カートゥーン）時代に制作したルーニー・テューンズの短編『ポーキーのウサギ狩り』（1938年）にて初登場し、ブランクが演じたハッピー・ラビットの笑い声をアレンジしたもので、ウッディーの性格や舌足らずな話し方も、初期のダフィー・ダックによく似ていた。これらのキャラクターは "スクリューボール "キャラクターと呼ばれた。
その後、ブランクはレオン・シュレジンガー・プロダクションズの専属声優となった為に降板。その後はダニー・ウェブが2作品演じた後、ケント・ロジャースに交代。しかし、ロジャースは第二次世界大戦で徴兵された後に飛行機事故で死亡。最終的には原作者のベン・ハーダウェイが自ら演じることになった。しかし、ブランクは1948年から1955年まで、ミューチュアル・ネットワークのラジオ番組やキャピトル・レコードのレコーディングでウッディーの声を担当し、1951年までは彼の笑い声が短編映画にも使用されていた。
1943年の短編『サーカスで大はしゃぎ』は1944年のアカデミー短編アニメ賞にノミネートされたが、MGMのトムとジェリーの短編『勝利は我に』に敗れた。
『セビリアの理髪師』（監督：シェイマス・カルヘイン、1944年）より、アニメーターのエメリー・ホーキンズとレイアウトアーティストのアート・ハイネマンによってウッディーのデザインがマイナーチェンジされた。体がスリムになり、手はまるで手袋を付けたように白くなり、頭が悪いという設定もなくなった。しかし、カルヘインはウッディーをストレートマンや家庭的なキャラクターにすることはなく、引き続き暴力的でイカレた鳥として扱い続けた。次作の『ペッカーとウォーラス浜辺の対決』では、ウッディーの元祖の宿敵であるウォーリー・ウォーラスが登場した。
しかし、ウッディーの奔放な日々は突如終わりを告げた。1946年、監督がカルヘインからウォルト・ディズニー・カンパニー出身のディック・ランディーに交代した。ランディーはカルヘインが制作したウッディーを否定し、依然と比べると徐々に穏やかになっていった他、作中で発狂することもなくなった。ランディーもアニメーションに着目し、ウッディーの新作はデザイン、スタイル、アニメーション、タイミングなど、よりディズニーらしいものになった。また、1948年の短編『危険な保険』に登場したランツのキャラクターで、最終的にウッディーの主要な悪役としてウォーリー・ウォーラスの後を継いだバズ・バザードの元となったキャラクター「ベン・バザード」も登場する。
1947年、ランツとユニバーサルの契約更新交渉が決裂。ランツは配給元をユナイテッド・アーティスツに変更した。ユナイテッド・アーティスツ時代の作品は、予算こそユニバーサル時代と変わらなかったが、ランディーや、ランディーと同じくディズニー出身のアニメーターであるフレッド・ムーアやエド・ラブなどの影響によって、ディズニー風の質の高い作品となった。とはいえ、ウッディーはまだランディ以前の短編同様にドタバタ要素や無茶苦茶なユーモアなども残っていた。

### ウッディー・ウッドペッカーの歌
1947年、ジョージ・ティブルズとラメイ・イドリスがウッディーをモチーフとした楽曲「The Woody Woodpecker Song」を作曲した。翌1948年にはケイ・カイザー率いるビッグバンドによってレコードが制作され、ボーカルはグロリア・ウッド、笑い声はハリー・バビットが担当した。この曲は1948年の最大のヒットシングルとなった。その後、この曲は『危険な保険』（1948年）よりシリーズのオープニングテーマとして使用されるようになり、結果として第21回アカデミー賞歌曲賞にノミネートされた。アカデミー歌曲賞にノミネートされた最初で唯一の短編アニメーション作品の曲となったものの、結局は「ボタンとリボン」に敗れた。この曲の人気により、ウッディー・ウッドペッカーのファンクラブが誕生し、映画館でウッディーのマチネーが上映されたり、少年たちがウッディー・ウッドペッカーの髪型を真似るなどの社会現象となった。
同曲はウッディーのオリジナル声優であるメル・ブランクをはじめ、ダニー・ケイ & アンドリューズ・シスターズなど他のアーティストがカバーしている。

### ブランクの笑い声について
ウッディー・ウッドペッカーのアニメやテーマ曲「The Woody Woodpecker Song」では、ウッディーの有名な笑い声が多用されており、その生みの親であるメル・ブランクを怒らせた。彼がこの笑い声を初めて使ったのは、前述の通り『ポーキーのウサギ狩り』（1938年）の笑い声を流用したものであった。ブランクはウッディーの声としては3本しか収録していないが、彼の笑い声は効果音として収録されており、降板後も毎回のように使用されていた。ブランクはランツを訴えて敗訴したが、ブランクが控訴。結局は和解したものの、1950年代初頭にブランクによる笑い声を使用することをやめた。しかし、それ以後もアニメのオープニングでウッディーのする挨拶「Guess who?」（だーれだ？）というセリフに関しては、1972年にシリーズが終了するまで、ブランクの声が使い回された。

### その後の作品
配給元のユナイテッド・アーティスツがパラマウント事件の余波を受けて経営が悪化。当然ながらランツにも影響を与えた、1948年末にスタジオを一度解散。1950年に人員を縮小する形で再開した。
再開後、最初に制作した作品は、同年に公開された長編映画『月世界征服』のアニメパートである、ウッディーが宇宙機の推進方法を説明した。本作よりウッディーの声はランツの妻であるグレース・スタッフォードが担当した。ランツによると、スタッフォードはオーディションテープの束に自分の録音を忍ばせ、夫は彼女の正体を知らずに選んだという。また、前述の裁判の影響などもあり、ウッディーの笑い声はスタッフォードが提供するようになった。スタッフォードは、ウッディーの声を女性が演じることに観客が拒否反応を示すのではないかと考え、『Misguided Missile』（1958年）までは本人の希望でクレジットされなかった。また、ウッディーの騒々しさに対する配給元からのクレームが付き、スタッフォードは声の出演でキャラクターのトーンを下げる努力をした。
ランツは1950年に再びユニバーサルと契約し、監督のディック・ランディーとストーリーマンのベン・ハーダウェイ、ヘック・アレンが1948年の解散前に制作していた2つの作品の制作を再開した。これらの短編は、ランツが自分で監督したと主張したため、監督のクレジットがない。『Puny Express』（1951年）を皮切りに、『深い深い眠り』が続く。これまでのセリフ中心のショートフィルムとは一線を画していた。最初の十数話は同時期の他社の作品であるトムとジェリーやワイリー・コヨーテとロード・ランナー、そして後に制作されるピンクパンサーのように、ウッディー含む殆どのキャラクターがほとんど喋らない作品であり、スタッフォードの仕事も限られていた。もっとも、これらの短編シリーズは言葉の壁がないことで、ウッディーは英語圏以外の国でも人気を博した。
その後、ランツが監督したウッディーのアニメは9本続き、1953年にはドン・パターソンがウッディーの新しい監督に就任した。この際、アニメーターのラバーン・ハーディングによって再びデザインが変更され、ウッディーをより小さく、より可愛くするとともに、紋章を元の後方から前方に移動させた。
前後してオープニングアニメーションも変更された。それまではウッディーの名前が背景に書かれており、ウッディーが背景にクチバシで穴を開けて自己紹介していたが、今度はウッディーがスクリーンにつついて、象徴的な「Guess who?」と観客に挨拶し、茶色か灰色の木の背景に自分の名前を刻み、笑いながらスクリーンを飛び回るというものになった。
シリーズは徐々にセリフ中心のアニメに戻り、スタッフォードの他にはダラス・マッケノンとドーズ・バトラーが出演した。バトラーが演じた南部訛りのガビー・ゲイターなどが登場し、概ねレギュラーキャラクターが出揃った。ガビーは『Everglade Raid』で初登場した。他の作品では、ウッディーはガールフレンドのウィニー・ウッドペッカー、姪っ子のスプリンターと甥っ子のノットヘッドなども登場した他、ミス・ミーニーとダッパー・デンバー・ドゥーリーといった敵も登場した。
1955年の『The Tree Medic』では最後の変更が加えられ、ウッディーの瞳孔が緑とヘーゼルの虹彩から、単にシンプルな黒い点になった。もっとも、オープニングのみは、その後もずっと緑色のままであった。この時期にはポール・スミスを中心に、ジャック・ハンナや初代キャラクターデザイナーのアレックス・ロビーなどが交代で監督するようになった。

### テレビ時代のウッディー
ランツが経済的に苦しくなってきた1957年、アメリカン・ブロードキャスティング・カンパニー（ABC）の『ウッディー・ウッドペッカー・ショー』でテレビに進出した。この30分番組は、それまで劇場で公開してきたウッディーの短編映画3本と、ランツが司会を務めるアニメ制作の簡単な説明で構成されていた。この番組は1958年まで放送され、制作予算の補填として機能した。
この頃になると、ウッディーは敵に罵声を浴びせるのではなく、むしろ浴びせられる側になっていた。更に1961年に制作された『Franken-Stymied』を皮切りに、ついに真面目な性格となった。ランディー時代から性格が徐々に丸くなり始めていたとはいえ、ウッディーは狂人的な性格で人気があったが、この作品からは善人で良いことをしようとする真っ直ぐなキャラクターとなっていた。これは、当時の子供向けテレビ番組が暴力表現に対する厳しいルールが敷かれていたことが一因となったクリアしなければならなかった。また、1940年代や1950年代に比べて、アニメのクオリティも下がっていった。それでも、1972年にランツが制作費高騰のためにスタジオを解散するまで、新作の劇場用短編アニメとして制作され続けた。
ランツは、1985年にウッディーの短編映画のライブラリーをユニバーサル・スタジオに売却した。翌々年の1987年には、ユニバーサルが改めて地方局の再放送枠向けに「ウッディー・ウッドペッカー・ショー」として再編集して販売した。翌年、ウッディーは『ロジャー・ラビット』の終盤にカメオ出演している。この時の声はチェリー・デイビスが演じた。
ウッディーは、1999年から2002年まで土曜日の朝に放送されていたFox Kidsのシリーズ『ウッディー・ウッドペッカー』に再び登場し、ビリー・ウェストが声を担当した。このシリーズでは、ウッディーは1944年から1949年頃のデザインに戻され、紋章を後退させ、目を緑色に戻した。また『Real Gone Woody』（1954年）でデビューしたウィニー・ウッドペッカーも、ウッディーの主要な恋人として準レギュラーのキャラクターとなった。ウッディーと同様に、ウィニーもデザインが変更され、ウッディーとほぼ同じような姿になった。違いとしては、彼女がメスのキツツキであることと青い目を持っていることが挙げられる。ウッディーの主な敵は、ウッディーの隣人となったウォーリー・ウォーラスである（ウッディーはミーニー夫人の前庭にある木の家に住んでおり、ミーニー夫人の家は隣にあった）。バズ・バザードやミーニー夫人など馴染みのキャラクターも度々登場した。
2018年12月3日、ユニバーサル・アニメーション・スタジオはYouTubeにて新作アニメ『ウッディー・ウッドペッカー』の配信を開始した。

## 評価
『ウッディ・ウッドペッカー・ショー』は、IGNが選ぶ88番目のベストアニメーションシリーズに選ばれた。
ウッディは、2002年と2003年にTVガイドが発表した「史上最も偉大なアニメキャラクター50選」の46位に選ばれた。翌2004年にアニマルプラネットが発表した「映画に登場する動物50選」では25位にランクインしている。

### レガシー
映画界のパイオニアとして知られるジョージ・パルはランツと仲が良く、パルが製作・監督したほとんどの作品にウッディが登場している。例えば、前述の『月世界征服』の合間に挟まれるアニメーションや、『タイム・マシン 80万年後の世界へ』（1960年）にて少女が空襲シェルターに入る際にウッディの人形を落としてしまうシーンなどが挙げられる。『Doc Savage: The Man of Bronze』（1975年）では、グレース・スタッフォードがウッディの人形を持って登場している。
バルティモラの曲の「Woody Boogie」では、曲中にウッディの笑い声が使われている。
ウッディは、後に多くのテレビ番組で言及されたり、パロディとしてネタにされている。例として、『ザ・シンプソンズ』『アメリカン・ダッド』『サウスパーク』『Oops!フェアリーペアレンツ』『ファミリー・ガイ』『となりのサインフェルド』『ロボットチキン』『スリーズ・カンパニー』「フラッシュ・トゥーンズ」などがある。
ウッディーは、ユニバーサル・スタジオの公式マスコットキャラクターである。1998年と1999年にはウィリアムズF1チームのノーズに登場し、2000年にはホンダ・モーターサイクル・レーシング・チームの公式マスコットとなった。ウッディのバルーンは、1982年から1996年までメイシーズ・サンクスギヴィング・デイ・パレードの定番だった。
ブラジルでは、このキャラクターは非常に人気が高く、同国を代表するアニメキャラクターとなっている。

## ホームメディア
1980年代から1990年代にかけて、ユニバーサルから「ウッディ・ウッドペッカー」のVHSテープが発売されたが、その中には「アンディ・パンダ」や「チリー・ウィリー」のアニメがボーナスとして含まれていた。1980年代半ばには、合法性が疑われるアメリカのKid Pics Video社が、ウッディのアニメと海賊版のディズニーアニメをパッケージにして、VHSで広く発売した。2000年代初頭には、コロムビア・ハウスから通販で「ウッディ・ウッドペッカー・ショー」のVHSテープやDVDが次々と発売された。
2007年、ユニバーサル・ピクチャーズ・ホームエンターテイメントは、ウォルター・ランツの「カートゥーン」を3枚組のDVDボックスにまとめた「The Woody Woodpecker and Friends Classic Cartoon Collection」を発売した。「ウッディ・ウッドペッカー」の最初の45作品（『Knock Knock』から『The Great Who-Dood-It』まで）を公開順に収録したほか、「チリー・ウィリー」、「アンディ・パンダ」、「スイング・シンフォニー」などのランツ作品も収録している。2008年には「The Woody Woodpecker and Friends Classic Cartoon Collection: Volume 2」が発売され、『Termites from Mars』ら『Jittery Jester』までのウッディのアニメーション45作品が収録されている。2009年には「Woody Woodpecker Favorites」というタイトルで、新作を含まないシンプルなベスト盤が発売されている。1999年のシリーズは北米以外でもVHSやDVDが発売されており、Huluでも視聴することができるが、「The New Woody Woodpecker Show」のリージョン1のDVDリリースと同様に、今後のリリース計画は理由が不明のため現在保留となっている。
認可されたリリースを除けば、合法的なホームビデオで最も広く入手可能なウッディ・ウッドペッカーのアニメは、パブリックドメインの『パントリーパニック』である。
| タイトル                                                              | 短編                         | 発売日        |
| --------------------------------------------------------------------- | ---------------------------- | ------------- |
| The Woody Woodpecker and Friends Classic Cartoon Collection           | ウッディ作品45作、その他30作 | 2007年7月24日 |
| The Woody Woodpecker and Friends Classic Cartoon Collection: Volume 2 | ウッディ作品45作、その他30作 | 2008年4月15日 |
| Woody Woodpecker Favorites                                            | ウッディ作品15作、その他5作  | 2009年3月10日 |

## キャスト

### アメリカ
- メル・ブランク（短編: 1940年 - 1941年、キャピトル・レコード: 1948年 - 1955年）
- ダニー・ウェッブ（英語版）（1941年 - 1942年）
- ケント・ロジャース（英語版）（1942年 - 1943年）
- ベン・ハーダウェイ（英語版）（1944年 - 1949年）
- リー・スイートランド - 『The Barber of Seville（英語版）』『The Beach Nut（英語版）』『Ski for Two（英語版）』『The Dippy Diplomat（英語版）』『Smoked Hams（英語版）』（歌唱部分）[20][21][22]
- セオドア・フォン・エルツ（英語版） - ハリウッドランドのサリー（未放送ラジオパイロット版）[23]
- ピント・コルヴィッグ - 『Wild and Woody!（英語版）』[24]
- グレース・スタッフォード（英語版）（1950年 – 1991年）
- ダラス・マッケノン（英語版）（1951年 - 1954年、ボーカル・エフェクト）
- チェリー・デイビス - 『ロジャー・ラビット』（1988年）
- デイブ・スパフォード - 第63回アカデミー賞（1991年）[25]
- ビリー・ウェスト（1998年 - 2002年）[26]
- エリック・ケルソー - ユニバーサル・スタジオ・ジャパン、ユニバーサル・スタジオ・ジャパン・アドベンチャー（2001年）[27]
- セス・グリーン - 『ロボットチキン』（2014年）
- エリック・バウザ（2017年 - 現在）

### 日本
公式声優
- 月まち子 - 『ウッドペッカー』（1961年）
- 三輪勝恵[28] - WOODYや三井住友VISAカードのCMなど
- 堀絢子[29] - DVD[要出典]など
- 山寺宏一 - 『ウッディー・ウッドペッカー』（LD、VHSビデオ[30]）
- 渡辺久美子[31] - 『ウッディー・ウッドペッカー』（2001年）
- 市場梓 - ユニバーサル・スタジオ・ジャパン内アトラクション『アニメ・セレブレーション』
- 林勇 - 『ウッディー・ウッドペッカー』（2019年）『ウッディー・ウッドペッカー サマーキャンプ』

カメオ出演
- 緒方賢一 - 『ロジャー・ラビット』
- 渡辺美佐 - 『フロム・ジ・アース/人類、月に立つ』の劇中で上映されていた『ウッディー・ウッドペッカー』

その他
- 中尾隆聖 - Kid-PicsのVHS「世界のアニメ傑作集（３）「ガヤガヤ大作戦」（規格品番：PC-03）」

### 他国
- オルニー・カザレ（ブラジル、1960年代 - 1980年代）
- ガルシア・ジュニア（ブラジル、1970年代）
- マルコ・アントニオ・コスタ（ブラジル、1990年代 - 2000年代）
- セルジオ・シュテルン（ブラジル、2017年 - 2018年）
- ナタリア・グルゾ（ブラジル、1996年 - 1998年、2000年代）
- ジョルジ・アルヴィズ（英語版）（メキシコ）
- スタブロス・マブリディス（ギリシャ、2005年 - 2007年）
- ディミトリス・マリザス（ギリシャ、2007年 - 2009年）
- ディーター・クアザウェ（ドイツ）
- ミチャ・タチッチ（ユーゴスラビア/セルビア）

ブランクの声は、彼のダフィー・ダックに似たキャラクター設定で、舌足らずなところがあり、録音を少し速めにして声のトーンを高くしている。この笑いは、学生時代にやっていた笑いの一種が元になっていて、それに音を加えただけだと述べている。それは、他の声優にも受け継がれている。

## 作品

### テレビシリーズ
| # | タイトル                         | 期間            | チャンネル                                                    | エピソード数 | シーズン数 |
| - | -------------------------------- | --------------- | ------------------------------------------------------------- | ------------ | ---------- |
| 1 | ウッディ・ウッドペッカー・ショー | 1957年 - 1997年 | アメリカン・ブロードキャスティング・カンパニー、NBC、番組販売 |              |            |
| 2 | ウッディー・ウッドペッカー       | 1999年 - 2003年 | Fox Kids                                                      | 53           | 3          |
| 3 | ウッディー・ウッドペッカー       | 2018年 - 2020年 | YouTube                                                       | 20           | 2          |

### 公共サービス
- Let's All Recycle with Woody Woodpecker（1991年、PSA Video）

### その他の出演作品
- ロジャー・ラビット（1988年、カメオ出演）

### 映画
2010年代初頭、ユニバーサル・スタジオとイルミネーションは、ウッディ・ウッドペッカーの長編映画を企画した。ジョン・オルトシュラーとデイヴ・クリンスキー（『キング・オブ・ザ・ヒル』）がストーリー開発のために交渉していたが、プロジェクトは中止された。2013年10月、ビル・コップは、ユニバーサル・ピクチャーズが彼を採用し、3つのストーリーが織り成す長編アニメーション映画の監督を務めることを発表した。
2016年7月13日、カートゥーン・ブルーは、ユニバーサル1440エンターテイメントがカナダでウッディ・ウッドペッカーをベースにした実写とCGのハイブリッド映画を撮影していると報じた。監督はアレックス・ザム、主演は『サイク/名探偵はサイキック?』などで馴染みのあるティモシー・オマンソンとブラジル人女優のタイラ・アヤラである。撮影は2016年6月に始まり、同年7月の後半に終了した。本作は2017年10月5日にブラジルで劇場公開され、2018年4月1日に全世界での公開が予定されていた。本作は、2018年2月6日に米国でオリジナルビデオとして発売された。

## 日本での放送
日本では、ウッドペッカーのテレビアニメが複数作放送されている。また、ウッドペッカーはガールフレンドのウィニー・ウッドペッカーとともに、2001年のオープン時より大阪府にあるユニバーサル・スタジオ・ジャパン（USJ）のメインキャラクターを務めている。

### 日本テレビ版
1961年9月23日から1964年7月9日まで『ウッドペッカー』のタイトルで日本テレビ系列で放送。原題は『The Woody Woodpecker Show』。土曜ゴールデンタイム時代には味の素の一社提供で、木曜夕方枠への移動後には山崎製パンの一社提供で放送されていた。
- 土曜 19:30 - 20:00 （1961年9月23日 - 1962年7月7日）
- 水曜 18:15 - 18:45 （1962年7月18日 - 1962年9月26日）[36]
- 木曜 18:15 - 18:45 （1962年10月4日 - 1964年7月9日）

1965年3月29日から同年9月30日までは『ウッドペッカー大行進』のタイトルで日本テレビで放送。サッポロビールの一社提供。放送時間は毎週月曜 - 土曜 18:00 - 18:10 （日本標準時）。
また、朝の子供番組『おはよう!こどもショー』内でも再放送された。

### 東京12チャンネル→テレビ東京版
1970年代に東京12チャンネル（後のテレビ東京）にて『怪傑ウッドペッカー』というタイトルでウッドペッカーの短編作品が夕方に放送され、1980年代にも朝に放送していた。
2001年4月5日から同年10月7日まではアメリカで1999年に放送された『The New Woody Woodpecker Show』をテレビ東京系列で放送。全53話のうち26話分を放送。2003年から2004年までカートゥーン ネットワークで新録も含めて放送された。同作は、同年3月31日にオープンしたユニバーサル・スタジオ・ジャパンのオープン記念で放送され、運営会社のユー・エス・ジェイがスポンサーに付いていた。ウッドペッカーの声は渡辺久美子が担当した。

### カートゥーン ネットワーク版
1990年代後半から2000年夏にかけてカートゥーン ネットワークで短編作品を放送。内容は30分番組の3本立て、80話以上が放送していた。三輪版の短編（フジテレビ版）または山寺版の短編（ビデオソフト版）が放送された。

### フジテレビ版
1980年代にフジテレビで土曜朝に放送、内容は同じく短編作品でウッドペッカーの吹替担当は堀絢子（初代）→三輪勝恵（2代目）だった。なお、堀は後にDVD版でも担当した。

### その他吹き替え
2001年3月23日に、CIC・ビクター ビデオから「ウッディ・ウッドペッカーのホリデーは大冒険」と「ウッディ・ウッドペッカーのスポーツ大好き」の2本のビデオソフトが発売されているが、同時期に制作されたテレビ東京版の日本語吹き替え声優とは異なる。

### Webアニメ版
アメリカではYouTubeで公式チャンネルで2018年12月3日より配信開始、日本では2019年7月6日から日本語吹き替え版がシーズン1のみ配信されている。

### 日本語版担当声優
チリー・ウィリー
- 貴家堂子 - 『ウッドペッカー』（1961年）、『ウッディー・ウッドペッカー』（2001年）
- 大谷育江 - 『いたずらペンギン チリー・ウィリー』（VHSビデオ）
- 池田海咲 -『ウッディー・ウッドペッカー』（2018年）

ウォーリー・ウォーラス
- 長嶝高士 - 『ウッディー・ウッドペッカー』（2001年）
- 楠見尚己 -『ウッディー・ウッドペッカー』（2001年、ビデオ）
- 藤本譲 - 『ウッディー・ウッドペッカー』（VHSビデオ[38]）
- 吉柳太士郎 -『ウッディー・ウッドペッカー』（2018年）

ウィニー・ウッドペッカー
- かないみか - 『ウッディー・ウッドペッカー』（2001年）
- 南波ゆき - 『ウッディー・ウッドペッカー』（2019年）

アンディ・パンダ
- 三ツ矢雄二 - 『ウッディー・ウッドペッカー』（VHSビデオ[38]）
- 蒼谷和樹 -『ウッディー・ウッドペッカー』（2018年）

ミランダ・パンダ
- 松本梨香 - 『ウッディー・ウッドペッカー』（VHSビデオ[38]）

## ビデオゲーム
ウッディ・ウッドペッカーのビデオゲームは、メガドライブ/ジェネシス、PlayStation、PlayStation 2、PC、ゲームボーイカラー、ゲームボーイアドバンス、iOS（iPad、iPhone）などで発売された。
- Woody Woodpecker #1、Woody Woodpecker #2、Woody Woodpecker #3（1994年、3DO）
- Férias Frustradas do Pica-Pau（英語版）（1996年; メガドライブ/ジェネシス、セガ・マスターシステム）
- ウッディウッドペッカーのゴー!ゴー!レーシング（2000年; PlayStation、PC、ゲームボーイカラー）
- Woody Woodpecker: Escape from Buzz Buzzard Park（英語版）（2001年; ゲームボーイカラー、PC、PlayStation 2）
- ユニバーサル・スタジオ・ジャパン・アドベンチャー（2001年; ニンテンドー ゲームキューブ）
- Woody Woodpecker in Crazy Castle 5（英語版）（2002年; ゲームボーイアドバンス）
- Woody Woodpecker: Wacky Challenge（2010年; 携帯電話）
- Woody Woodpecker In Waterfools（2010年; 携帯電話）
- Woody Woodpecker（アプリ）（2010年; iOS）

マテルがウッディ・ウッドペッカーのインテレビジョンの権利を購入し、グレース・スタッフォードがゲーム用に新しいダイアログを録音したが、完成には至らなかった。
マルホン工業は日本でパチンコシリーズを発売している。

## 関連事項
いずれもウッドペッカーをイメージキャラクターに起用していた。
- WOODY - 松下電器から発売されたパソコン。
- ナガシマスパーランド
- 秋田銀行
- 百五銀行